# Permanent Midnight
Permanent Midnight ist das Debütalbum des österreichischen Rappers Left Boy. Es erschien am 14. Februar 2014 beim Major-Label Warner Music.

## Hintergrund
Das Album sollte ursprünglich Ende 2013 erscheinen. Durch das laut eigener Aussage „verzögerte Einreichen bei der Plattenfirma“ musste die Platte auf den 14. Februar 2014 verschoben werden. Auch die Tour wurde in das nächste Jahr verlegt. Am 20. Dezember 2013 wurde die Tracklist und das Cover veröffentlicht.
Left Boy äußerte sich zu der Veröffentlichung auf Facebook wie folgt:

„Ich habe daran vier Jahre lang gearbeitet, es sind 13 Songs + ein Moment, und es wird (endlich) am Valentinstag (14. Februar) 2014 herauskommen.“

Einziger Produzent des Albums war Nexxus.

## Vermarktung
Die Singles Black Dress, Get It Right, Security Check und Left Boy’s Coming wurden vorab als Musikvideos auf YouTube veröffentlicht. Das Album erreichte Platz drei in den österreichischen Charts.

## Titelliste
| #  | Titel                             | Länge |
| -- | --------------------------------- | ----- |
| 1  | Permanent Midnight                | 3:17  |
| 2  | Time And Again                    | 3:06  |
| 3  | Black Dress                       | 2:38  |
| 4  | Through                           | 3:34  |
| 5  | Marie                             | 2:52  |
| 6  | Stoned                            | 3:07  |
| 7  | Star                              | 2:34  |
| 8  | Everything Flows                  | 3:27  |
| 9  | 10 AM                             | 3:25  |
| 10 | Moment                            | 0:10  |
| 11 | That’s How Much                   | 3:22  |
| 12 | Get It Right                      | 3:23  |
| 13 | Security Check                    | 3:17  |
| 14 | Left Boy’s Coming – Radio-Version | 3:33  |

## Rezeption
| Professionelle Bewertungen | Professionelle Bewertungen |
| -------------------------- | -------------------------- |
| Kritiken                   |                            |
| Quelle                     | Bewertung                  |
| laut.de                    | [ 5 ]                      |
| Plattentests.de            | [ 6 ]                      |
| pressplay.at               | [ 7 ]                      |

Das Album erhielt überwiegend gemischte Kritiken.
Kim Lange von der E-Zine Laut.de urteile positiv: In seinem Debütalbum zeige sich Left Boy „von seiner nachdenklichen Seite“. So habe er sich in der Vergangenheit „viel zu häufig an langsamen, emotionalen Liedern versucht“. Der Dancefloor-Charakter der Lieder zeige auf, dass „er zu Recht die Hallen füllt und mit seinen Konzerten zu begeistern weiß“. Sie resümiert, dass Permanent Midnight „sein Talent als Produzent, Texter und Komponist“ verdeutlicht und „die zugehörigen Videos viel Humor und Kreativität“ aufzeigen.
Konrad Spremberg von dem Bewertungsportal Plattentests.de teilt diese Einschätzung nicht und urteilte tendenziell negativ: Es sei zwar „mutig, alles zu kombinieren, worauf Menschen in den letzten Jahren ausgerastet sind“. Trotzdem habe er den Eindruck, dass Left Boy sich selbst „zu intensiv“ feiere und dabei „im Partyrausch jeglichen Sinn für Dramaturgie“ verliere.
Nina Tatschl von dem österreichischen Musikblog pressplay.at beurteilte das Album ähnlich. Einige Lieder seien durchaus „innovativ und vielseitig“, aber er zeichne ein „ziemlich fragwürdiges und lächerliches Sittenbild der heutigen Jugend“. Am Ende hinterlasse die Platte einen zu „kindlichen und protzigen“ Eindruck.